# Willi Hein
Willi Fritz Max Hein (* 21. Juni 1894 in Rummelsburg, Kreis Niederbarnim; † nach 1950) war ein deutscher Politiker (LDPD) und von 1946 bis 1950 Abgeordneter des Brandenburgischen Landtags.

## Leben
Willi Hein gehörte in der Weimarer Republik der SPD an. Nach dem Krieg gehörte er 1945 zu den Gründern der LDPD in Brandenburg. Von Juli 1948 bis September 1949 war er als Beisitzer Mitglied des Landesvorstandes der LDPD.
Bei den Landtagswahlen in der SBZ 1946 wurde er für die LDPD in den Landtag von Brandenburg gewählt. Im Landtag war er Vorsitzender des Ausschusses für Kreis- und Gemeindeangelegenheiten.
Er widersetzte sich dem zunehmenden Druck zur Gleichschaltung durch die SED. Anfang 1950 musste er in den Westen fliehen.
Nach der Flucht setzte er seinen Kampf gegen den Aufbau einer Diktatur in Mitteldeutschland fort. Er wurde Vorsitzender Landesgruppe West-Berlin der Kampfgemeinschaft Ost-LDPD-Flüchtlinge und 1951 Vorstandsmitglied der Exil-LDPD Westberlin.